# Championnats de France d'athlétisme 1899
Navigation
Championnats 1898 Championnats 1900

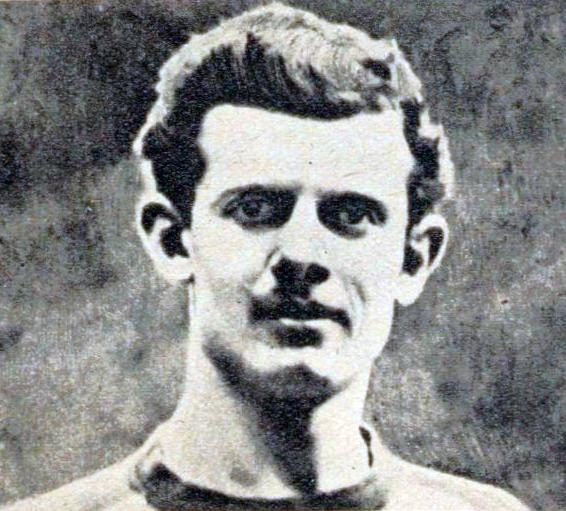
Georges Houdet, champion de France des 100 et 400 mètres en 1899, 2e du Roosevelt 1899, vainqueur du Prix de France 1898 et 1899, sur 200 mètres.

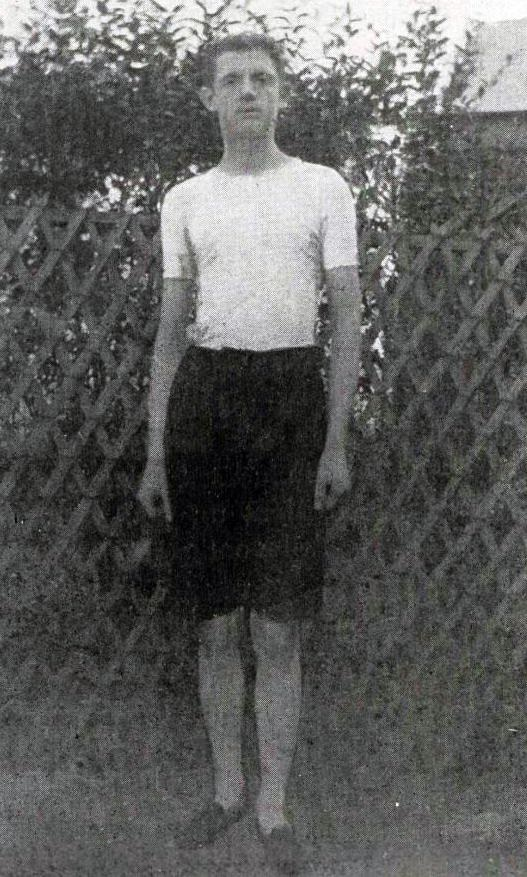
Georges Houdet, vice-champion d'Europe du 400 mètres en 1898, à Tervueren (Belgique), moins de un an auparavant (et à moins de 18 ans).

Les Championnats de France d'athlétisme 1899 ont eu lieu le 18 juin 1899 à la Croix-Catelan de Paris.

## Palmarès
| Discipline       | Athlète                | Athlète      |
| ---------------- | ---------------------- | ------------ |
| 100 m            | Georges Houdet         | 11 s 4       |
| 400 m            | Georges Houdet         | 51 s 0       |
| 800 m            | Émile Desquand         | 2 min 2 s 2  |
| 1 500 m          | Henri Deloge           | 4 min 14 s 2 |
| 110 m haies      | Adolphe Klingelhoeffer | 17 s 0       |
| 400 m haies      | Henri Tauzin           | 59 s 2       |
| Saut en hauteur  | Lewis Sheldon (USA)    | 1,75 m       |
| Saut à la perche | Lewis Sheldon (USA)    | 2,85 m       |
| Saut en longueur | Lewis Sheldon (USA)    | 6,34 m       |
| Lancer du poids  | Lewis Sheldon (USA)    | 11,69 m      |
| Lancer du disque | Marcel Lebègue         | 31,52 m      |